# Delphia Yachts
Delphia Yachts SA är ett polskt båtvarv i Olecko i nordöstra Polen.
Varvet grundade 1990 och tillverkade i början mindre motorbåtar och segelbåtar. I dag tillverkas ungefär 2.500 motorbåtar och 500 segelbåtar om året, så gott som helt på export. Delphia Yachts är legotillverkare åt ett antal europeiska båtföretag. Ett exempel på ett sådant företag är Brunswick Marine Europe, som har en del motorbåtar av fabrikaten Quicksilver och Arvor med Delphiasom underleverantör. År 2009 började även Utternbåtar att produceras här, efter det att produktionen i Sverige lagts ner.
Beträffande segelbåtar är Delphia representerad med två märken, Sportina och Delphia.
Delphia Yachts SA grundades av bröderna Piotr Kot och Wojciech Kot.